# Obraz rzeczywisty
Obraz rzeczywisty – obraz przedmiotu, który powstaje w wyniku przecięcia się promieni przechodzących przez układ optyczny. Jeżeli w płaszczyźnie ogniskowania umieszczony zostanie ekran, wówczas będzie na nim widoczny obraz rzeczywisty.

Obraz rzeczywisty powstały po przejściu promieni przez soczewkę skupiającą

## Przykłady
Obrazem rzeczywistym jest obraz powstały w wyniku:
- odbicia światła od zwierciadła wklęsłego;
- przechodzenia promieni przez soczewkę skupiającą wtedy, gdy odległość przedmiotu od soczewki jest większa niż ogniskowa soczewki.